# Maria Iovleva
Maria Iovleva (en ruso Мария Иовлева; Vuktyl, 18 de febrero de 1990) es una biatleta y esquiadora de fondo paralímpica rusa. Es dos veces campeona paralímpica y medallista de plata de los Juegos Paralímpicos de 2010 en Vancouver (Canadá) en representación de Rusia. Ha sido condecorada con la Medalla de Maestro de Deportes de Rusia. 

## Biografía
Maria Iovleva nació el 18 de febrero de 1990 con daños en el sistema musculoesquelético. Su madre la abandonó en el hospital. Masha, como la llaman, fue enviada a un orfanato donde se crio. También es sorda por lo que no pudo aprender a hablar. Cuando creció, fue transferida al internado Kochponski para niños con retraso mental. 

## Carrera deportiva
A los 10 años, Iovleva se reunió con el entrenador Aleksandr Porshnev, quien trabajaba con problemas auditivos. Masha comenzó a esquiar tres veces por semana, montando un asiento especial. Poco a poco, la atleta pudo competir a nivel nacional. 
Un poco más tarde, Iovleva vio cómo entrenan los biatletas, y también quería probarse a sí misma en el tiro con carabina. Resultó que Masha tenía un verdadero talento para acertar a todos los objetivos. En 2006, se unió al equipo paralímpico ruso, pero no no fue a los Juegos Paralímpicos en Turín (Italia).  
Sin embargo, en 2010, la candidatura de Iovleva fue aprobada, y pudo participar en los Juegos Paralímpicos de Invierno en Vancouver. María compitió en tres disciplinas: una carrera de relevos de 3x2.5 km, un biatlón de 10 km y un relevo de biatlón de 2.4 km. Ganó dos medallas de oro y una plata. Por su gran contribución al desarrollo de la cultura física y el deporte, y los altos logros deportivos, el presidente de la Federación Rusa Dmitri Medvédev le otorgó la Orden de Honor en marzo de 2010.

## Palmarés deportivo

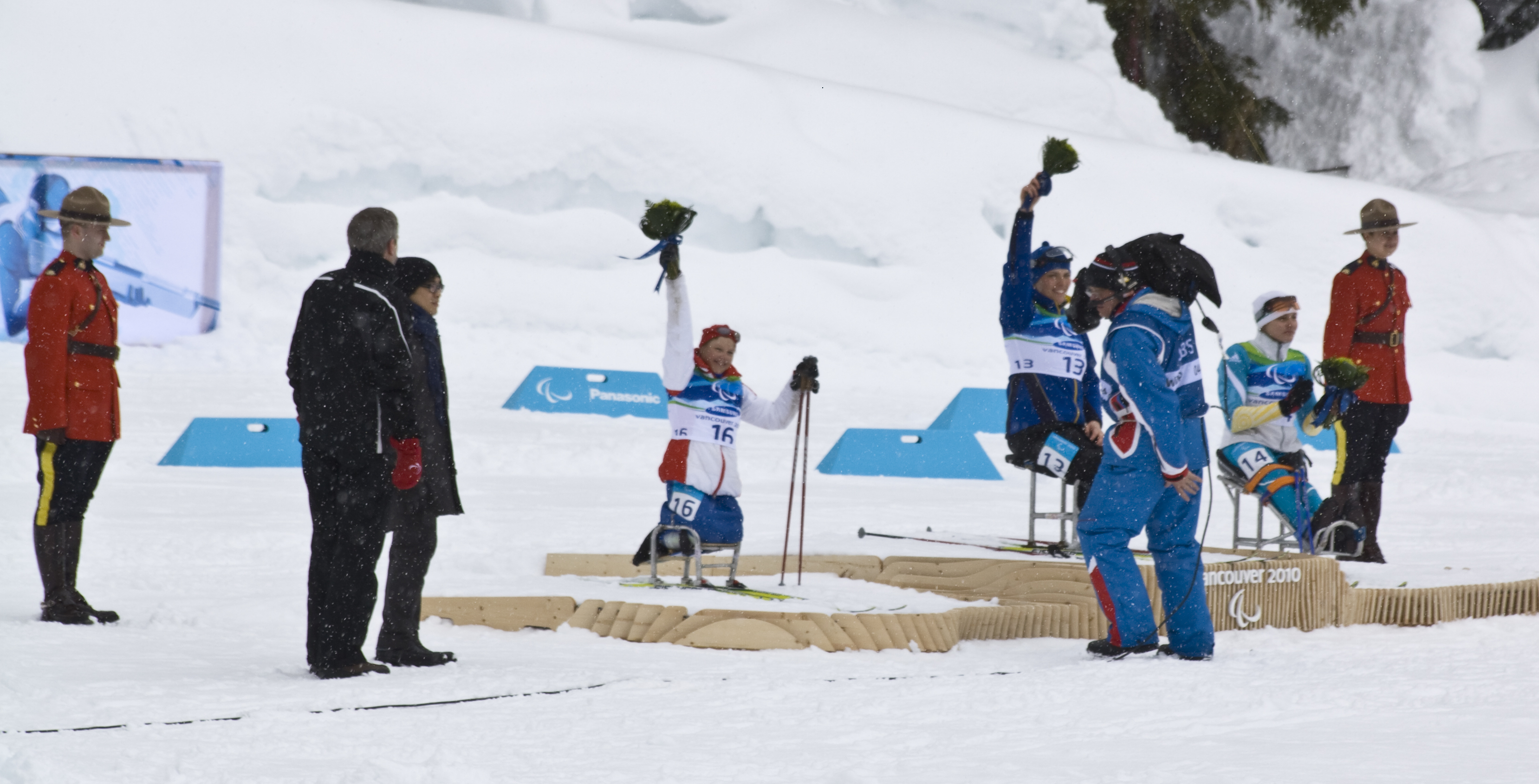
Entrega de las medallas de la prueba de biatlón en los Juegos Paralímpicos de Invierno 2010. El oro fue para Olena Iurkovska (Ucrania), la plata para Maria Iovleva (Rusia), y el bronce para Liudmila Pavlenko (Ucrania).

- Medalla de oro en el relevo de 3x2.5 km en los Juegos Paralímpicos de Invierno en Vancouver (2010) con un puntaje de 20.23.2 (Maria Iovleva, Mijalina Lysova, Liubov Vasilieva).

## Premios
- Orden de Honor (26 de marzo de 2010): por su gran contribución al desarrollo de la cultura física y el deporte, sus grandes logros deportivos en los X Juegos Paralímpicos de Invierno de 2010 en Vancouver (Canadá).[3]